# Javier Clemente
Artikeln följer den spanska namnseden; faderns efternamn är Clemente och moderns efternamn Lázaro.
Javier Clemente Lázaro, född 12 mars 1950, är en spansk före detta fotbollsspelare (mittfältare), senare tränare.
Clemente var förbundskapten för Spaniens landslag vid fotbolls-VM 1994 och 1998.

## Meriter

### Som spelare
Athletic Bilbao
- Copa del Rey: 1969

### Som tränare
Athletic Bilbao
- La Liga: 1982/1983, 1983/1984
- Copa del Rey: 1983/1984; Andra plats 1984/1985
- Supercopa de España: 1984

Spanien U21
- U21-EM: Andra plats 1996

Libyen
- African Nations Championship: 2014

### Individuellt
- Don Balón Award – Bästa tränaren i La Liga: 1982/1983, 1983/1984, 1986/1987